# Cavia tschudii
Cavia tschudii é uma espécie de roedor da família Caviidae.
A porquinho-da-índia das montanhas é o provável ancestral da Cavia porcellus, o preá doméstico ou a porquinho-da-índia doméstico.
Pode ser encontrada no Peru, em sua forma selvagem